# Mulcahy's Raid
Mulcahy's Raid è un cortometraggio muto del 1910. Il nome del regista non viene riportato nei credit.

## Produzione
Il film fu prodotto dalla Essanay Film Manufacturing Company.

## Distribuzione
Distribuito dalla General Film Company, il film - un cortometraggio di 168 metri - uscì nelle sale cinematografiche USA il 3 agosto 1910. Nelle proiezioni, veniva programmato con il sistema dello split reel, accorpato in un'unica bobina con un altro cortometraggio prodotto dall'Essanay, la commedia A College Chicken.